# Dinapur Nizamat
Dinapur Nizamat é uma cidade e um município no distrito de Patna, no estado indiano de Bihar.

## Demografia
Segundo o censo de 2001, Dinapur Nizamat tinha uma população de 130.339 habitantes. Os indivíduos do sexo masculino constituem 53% da população e os do sexo feminino 47%. Dinapur Nizamat tem uma taxa de literacia de 56%, inferior à média nacional de 59,5%: a literacia no sexo masculino é de 64% e no sexo feminino é de 47%. Em Dinapur Nizamat, 15% da população está abaixo dos 6 anos de idade.